# Fesches-le-Châtel
Fesches-le-Châtel település Franciaországban, Doubs megyében. Lakosainak száma 2147 fő (2022. január 1.). Fesches-le-Châtel Méziré községgel határos.

## Népesség
A település népességének változása:
| Lakosok száma | 2346 | 2263 | 2118 | 2227 | 2251 | 2208 | 2189 | 2172 | 2163 | 2147 |
|               | 1968 | 1982 | 1990 | 2006 | 2013 | 2015 | 2017 | 2019 | 2020 | 2022 |